# Andrij Jermak
Artykuł ten został zgłoszony do umieszczenia na stronie głównej w rubryce „Czy wiesz”.
Pomóż nam go sprawdzić: oceń zgłoszoną nominację.
Andrij Borysowycz Jermak (ukr. Андрій Борисович Єрмак; ur. 21 listopada 1971 w Kijowie) – ukraiński polityk i były producent filmowy. Od 11 lutego 2020 roku pełni funkcję Szefa Kancelarii Prezydenta Ukrainy Wołodymyra Zełenskiego.
Jest również członkiem Kwatery Głównej Naczelnego Dowódcy, najwyższego organu dowodzenia i kontroli Sił Zbrojnych Ukrainy. Jest określany jako prawa ręka Zełenskiego i „prawdziwy pośrednik władzy” na Ukrainie. W 2023 roku „Politico” nazwało go kijowskim „Zielonym Kardynałem”. W 2024 roku tygodnik „Time” umieścił Jermaka na swojej corocznej liście 100 najbardziej wpływowych ludzi na świecie.

## Życiorys
Urodził się 21 listopada 1971 roku w Kijowie. Matka Jermaka, Marija, pochodząca z Rosji, poznała jego ojca, Borysa, podczas szkolnej wycieczki do Leningradu. Ojciec Jermaka jest z pochodzenia Żydem. Para pobrała się w 1971 roku i przeprowadziła się do Kijowa. Jermak ma brata Denysa, który jest o osiem lat młodszy.
W 1995 roku ukończył studia magisterskie z prawa prywatnego międzynarodowego w Instytucie Stosunków Międzynarodowych Kijowskiego Uniwersytetu Narodowego im. Tarasa Szewczenki. W tym samym roku uzyskał licencję na wykonywanie zawodu prawnika. Na drugim roku studiów, na prośbę jednego z profesorów, rozpoczął pracę w kancelarii prawnej „Proxen”.
W 1997 roku założył własną kancelarię prawną i zajmował się prawem własności intelektualnej oraz prawem handlowym. W tym czasie został również członkiem Stowarzyszenia Prawników Ukrainy. W latach 2006–2014 doradzał jako prawnik deputowanemu do Rady Najwyższej z ramienia Partii Regionów Elbrusowi Tedejewowi. W 2009 roku założył i kierował organizacją społeczną „Stowarzyszenie Przedsiębiorców Miasta Kijowa”. W wyborach prezydenckich na Ukrainie w 2010 roku był pełnomocnikiem kandydata Arsenija Jaceniuka w 216. okręgu wyborczym w Kijowie.
W 2012 roku założył również Garnet International Media Group i jest producentem takich filmów jak Zasady walki i Linia. Jest członkiem Ukraińskiej Akademii Filmowej oraz Europejskiej Akademii Filmowej (2017).
Poznał Wołodymyra Zełenskiego w 2011 roku, gdy ten był generalnym producentem kanału telewizyjnego Inter. Pracował w zespole kampanii wyborczej Zełenskiego podczas wyborów prezydenckich na Ukrainie w 2019 roku. 21 maja 2019 roku nowo wybrany prezydent Zełenski mianował Jermaka na stanowisko doradcy prezydenta ds. polityki zagranicznej. Na tym stanowisku negocjował on wymiany więźniów z Rosją podczas wojny w Donbasie. Był osobą kontaktową dla Kurta Volkera i Rudy'ego Giulianiego w imieniu Zełenskiego podczas narastania skandalu Trump – Ukraina.
Prezydent Zełenski mianował Jermaka szefem Kancelarii Prezydenta 11 lutego 2020 roku. Następnego dnia został on członkiem Rady Bezpieczeństwa Narodowego i Obrony. Jako szef Kancelarii Prezydenta zapewnia prezydentowi pomoc administracyjną, prawną, konsultacyjną, doradczą, medialną, analityczną i inną. 2 marca 2022 roku został mianowany także przewodniczącym Głównej Kwatery Koordynacyjnej ds. Pomocy Humanitarnej i Społecznej.
W 2023 roku „Politico” nazwało go kijowskim „Zielonym Kardynałem”. W 2024 roku magazyn „Time” umieścił Jermaka na swojej corocznej liście 100 najbardziej wpływowych ludzi na świecie.

## Odznaczenia
- Krzyż Komandorski Orderu Wielkiego Księcia Litewskiego Giedymina (14 lutego 2023)[16]
- Krzyż Komandorski z Gwiazdą Orderu Zasługi Rzeczypospolitej Polskiej (2022)[17]

## Życie prywatne
Jermak całe życie mieszka w Kijowie. Jest kawalerem i nie ma dzieci.